# Pimeirol
Pimeirol é uma aldeia portuguesa, pertencente à Freguesia de Felgueiras, Município de Resende, Distrito de Viseu. Situa-se em plena Serra do Montemuro a 800 m de altitude e possui uma população de 15 habitantes. No centro da aldeia existe uma capela onde se venera Nossa Senhora da Guia.

## Galeria

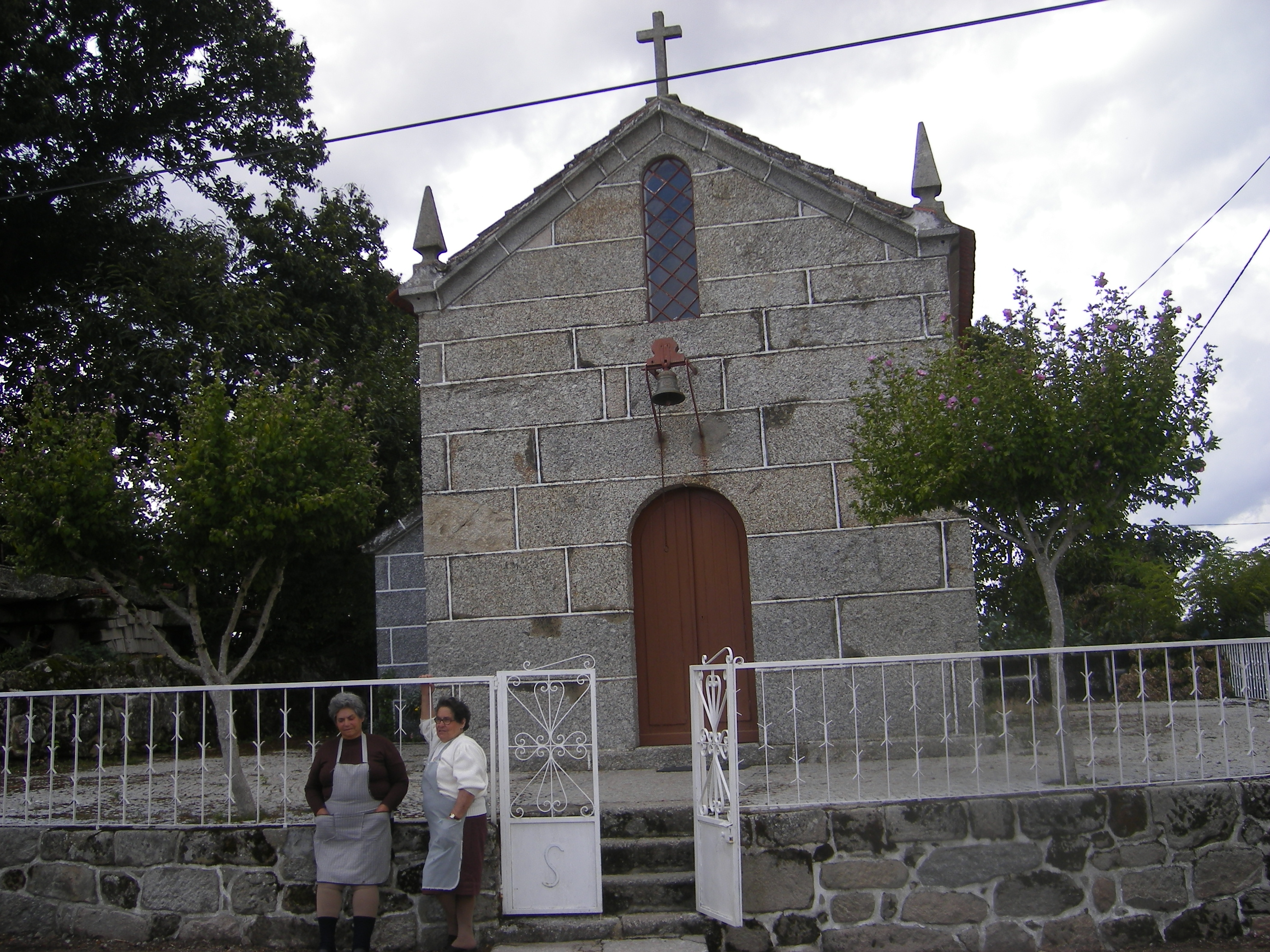
Pimeirol (Felgueiras) - Capela de Nª Srª da Guia
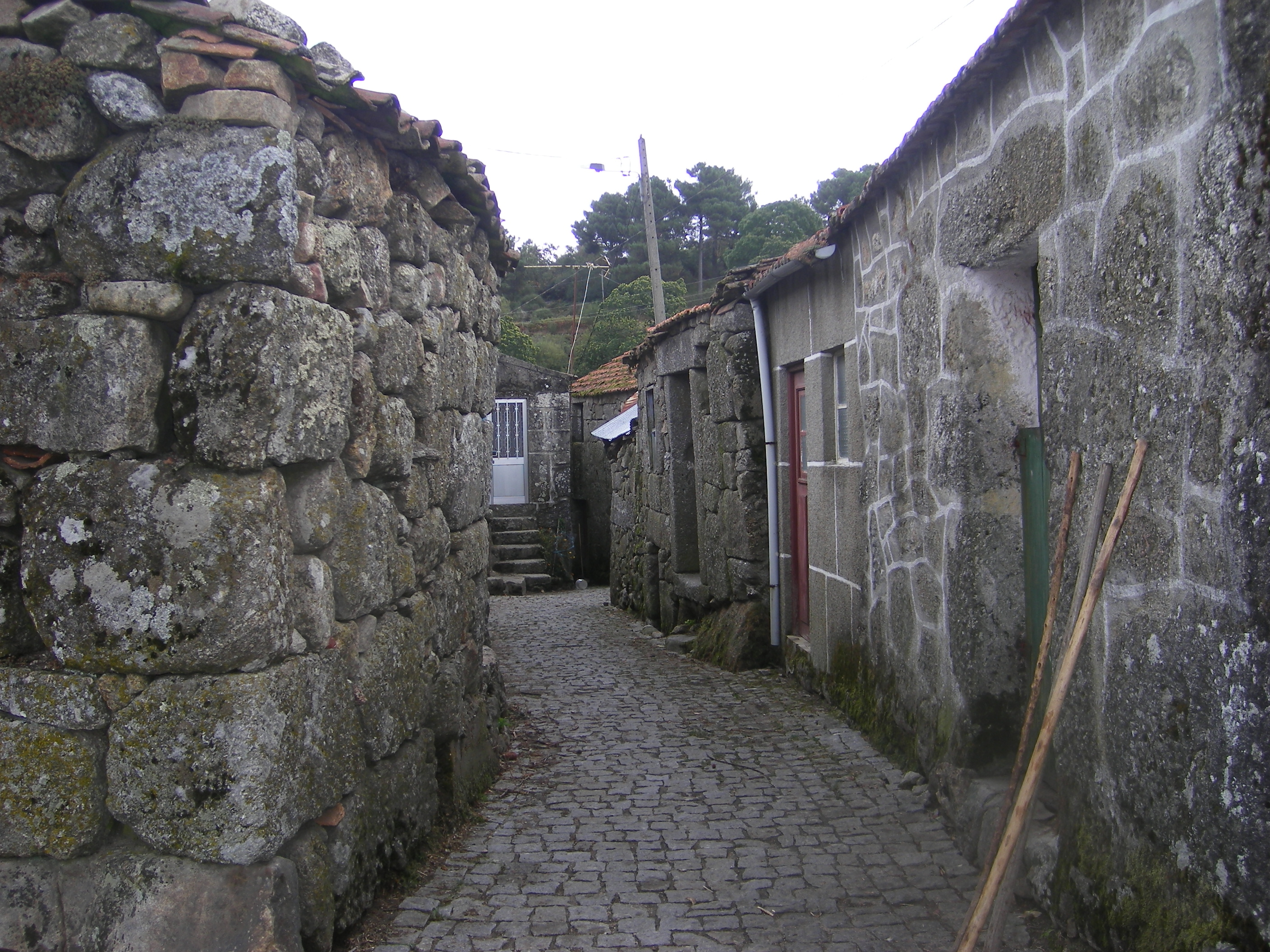
Pimeirol (Felgueiras) - Centro da Aldeia
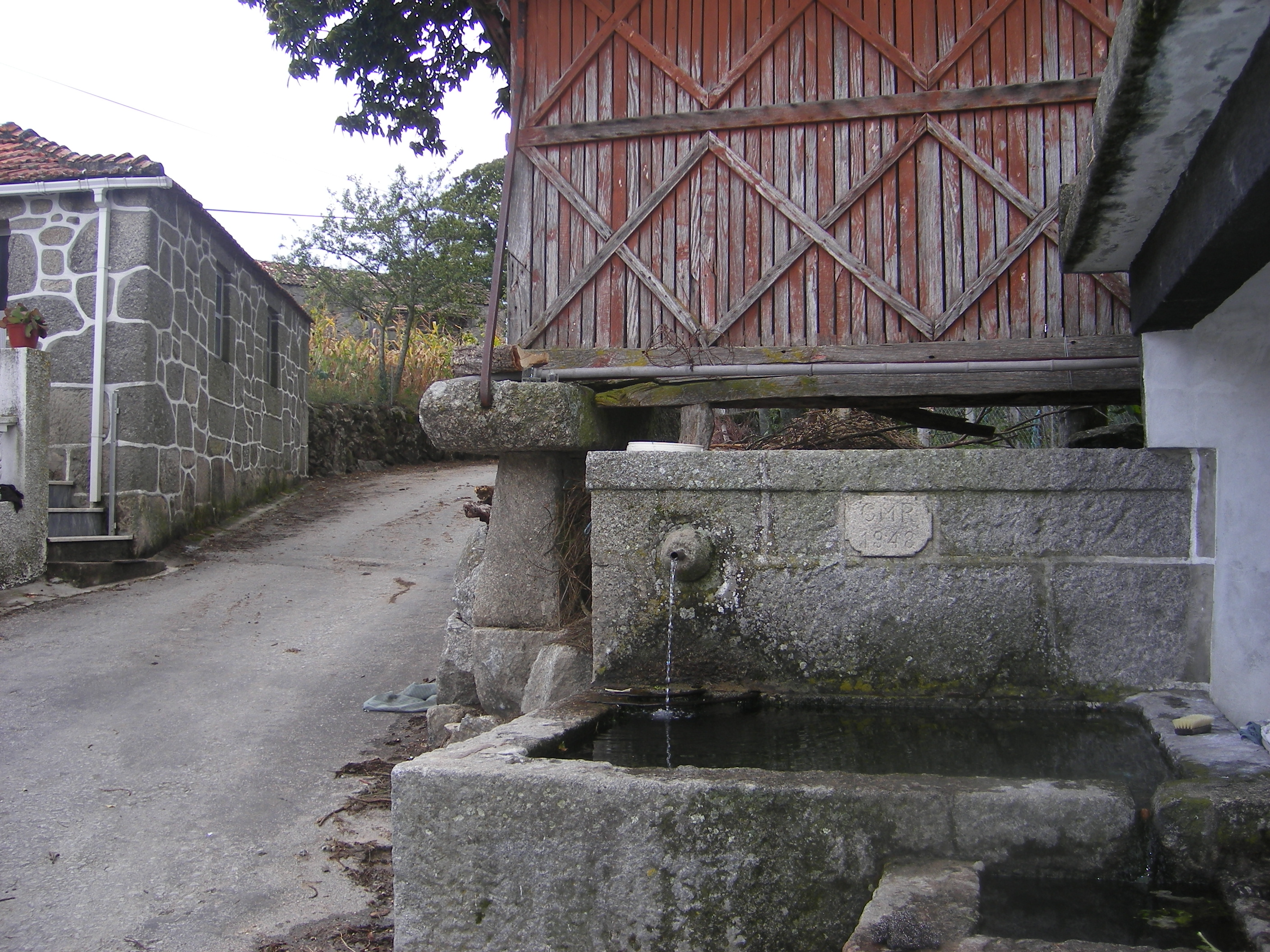
Pimeirol (Felgueiras) - Fonte da Povoação
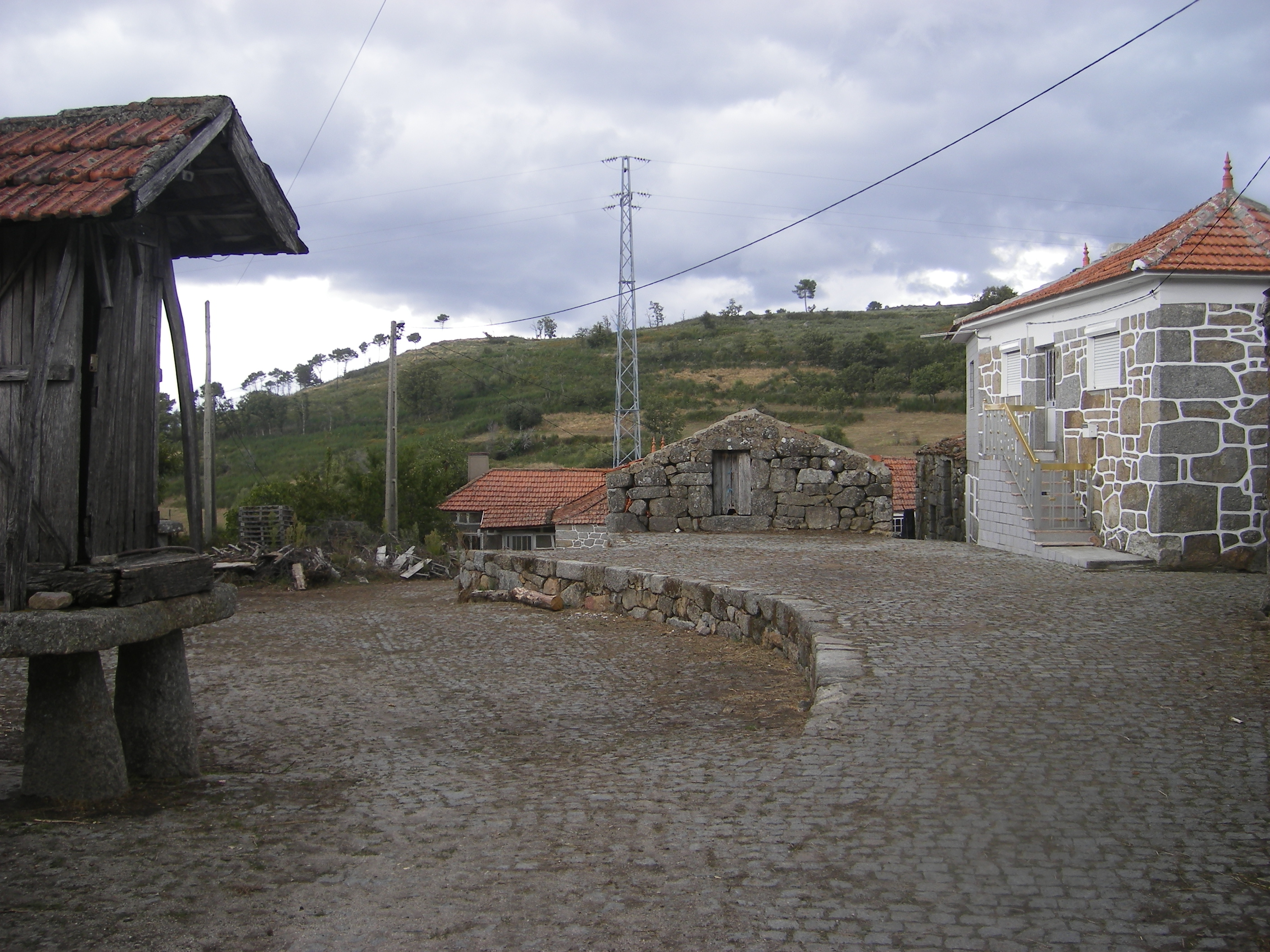
Pimeirol (Felgueiras) - Largo Monsenhor Almeida